# 박대원 (축구 선수)
박대원(朴大元, 1998년 2월 25일~)은 대한민국의 축구 선수이다. 포지션은 수비수이며, 현재 K리그1의 수원 삼성 블루윙즈 소속이다.

## 구단 경력
수원 삼성 블루윙즈의 유소년 팀을 거쳤으며 2019시즌을 앞두고 K리그1에 속한 수원의 우선지명을 통해 프로 무대에 입성했다. 2019시즌 K리그1 개막 경기인 울산 현대 축구단와의 경기에서 프로 데뷔전을 치렀다.